# Biosca
Biosca és un municipi de la comarca del Solsonès. És al sud-oest del Solsonès, i limita a ponent amb Sanaüja, al nord amb Pinell de Solsonès, a llevant amb Torà, i al sud amb Massoteres. Antigament, limitava al nord-est amb el terme de Llanera, però aquest terme desaparegué, quedant integrat en el de Torà.
L'abril del 2010 el Ple de l'Ajuntament de Biosca va acordar per unanimitat iniciar els tràmits perquè el municipi passi a pertànyer a la comarca del Solsonès. El 2015 estava prevista una consulta per ingressar al Solsonès però no es va poder arribar a fer per impediments legals de l'Estat. Finalment el 21 de març de 2023 va entrar en vigor el canvi d'adscripció comarcal i veguerial pel qual Biosca se segregava de la Segarra.

## Etimologia
Es tracta d'un topònim d'origen preromà. Es tracta, doncs, d'un dels molts elements iberobascos existents en la toponímia catalana. Està documentat des del segle xi, amb la forma Bioscha en els textos en llatí.

## Geografia
- Llista de topònims de Biosca (Orografia: muntanyes, serres, collades, indrets...; hidrografia: rius, fonts...; edificis: cases, masies, esglésies, etc)

En tot el terme hi ha un sol sector pla: el que hi ha al sud de la vila, entre el Llobregós i el sistema muntanyós que comença arran de la vila de Biosca.
El terme és realment complex. Consta, bàsicament, de tres unitats diferenciades: al nord, la vall on es troba Lloberola. Al mig, la vall on es troba Biosca. I a l'extrem sud, la llera del Llobregós.
Aquest darrer és l'únic pla, i s'estén des del mateix riu Llobregós, que fa de límit meridional, inclinat de nord-oest a sud-est, fins als primers contraforts de les serres de la part nord del terme, que és bàsicament la Serra de l'Aguda i la de les Valls. Per la banda de llevant el límit el marca, com a punt de referència, la Guixera, de 478 m. alt. A l'altra banda, fan d'extrem del terme dos turons, de 507 i 508 m. alt., al lloc anomenat Cap del Terme. L'alçada mitjana d'aquest sector és de 450, amb l'excepció del turó dels Quadrons, que en fa 478. La carretera C-1512a discorre per l'extrem septentrional d'aquest sector.
| Entitat de població | Habitants (2024) |
| Biosca              | 132              |
| Lloberola           | 45               |
| Font: Idescat       |                  |

## Biosca

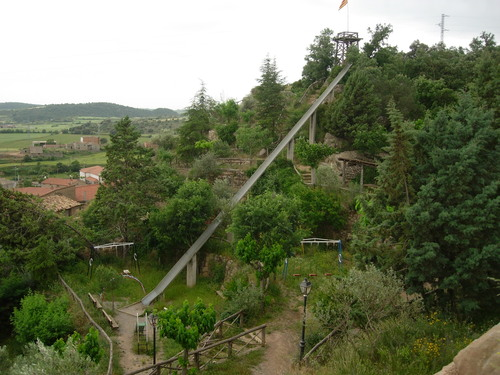
Tobogan de Biosca.

A la part central del terme municipal hi ha el poble de Biosca, tot i que en el seu extrem meridional. De fet, el poble és en un pas estret entre dues serres (la de l'Aguda cap a llevant i la de les Valls cap a ponent), just al lloc on s'ajunten diversos torrents: el Torrent de Pasterola, el Barranc de Granell i la Riera de Biosca, que és el principal, que vertebra tot aquest sector del terme.
Aquest conjunt de valls està tancat a ponent per la Serra de les Valls, ja esmentada, que assoleix els 589 m. d'altura, el Pedrafita, de 675, part del Serrat dels Ametllers —d'on ja torça cap a llevant—, part de les Serres de la Melgosa, que van dels 656 als 681 m. alt., fins a la Collada, de 714 m. alt. Per la Collada passa precisament el camí que uneix Biosca amb Lloberola. Acaba de pujar al Tossal del Ginebre, de 716, que és el punt més al nord d'aquest sector, i continua cap al Tossal de la Bassa, de 728, i el lloc on es troba Sant Pere Sasserra, de 765 i, més a llevant, la Costa del Roure, on s'arriba als 807 m. alt. D'aquí trenca cap al sud, seguint més o menys la carena que separa la Riera de Biosca de la Rasa de Padollers, i va baixant gradualment: 692, 673, 665, 668 a la Pinyora, 652, 635, 624 i 657 al Tossal de la Creu. D'aquí continua cap al sud, però quan arriba a les envistes de l'Aguda, a les Masies de l'Homenet, trenca de nou cap a ponent i va baixant cap al sud-oest evitant la masia de Renyers. Així, arriba a la Serra de l'Aguda, de 609 m. alt., que ja agafa cap al nord-oest per seguir aquesta serra fins a trobar el poble.
A l'interior del terme només es pot esmentar com a destacat les Comasses, de 590 m. alt., però la resta del terme està tota formada per carenes que davallen del relleu que acabem de descriure, formant les valls interiors que conformen el sector de Biosca.
Es tracta de la vall de la Riera de Biosca, que es forma a sota —sud-oest— de Sant Pere Sasserra i Padollers. La Riera de Sant Miquel rep per la dreta el barranc del Clot de Sant Miquel, el Barranc de l'Estany, el de Llorenç, i per l'esquerra, el Torrent de Manonelles i el de Cabirols, a més d'alguns barrancs i torrents més, a banda i banda. Tots i cadascun d'ells marquen petites valls que es van unint a la vall principal, de la Riera de Biosca. A l'extrem nord-est del poble rep encara en Barranc de Granell, i al nord-oest, el Torrent de Pasterola, que marquen encara dues valls més.
Biosca tanca pel sud aquest sector: just a l'extrem sud del poble s'obre la plana per on discorre el Llobregós.

## Escut de Biosca
L'escut oficial de Biosca té el següent blasonament: Escut caironat: d'or, un gos contornat de sable acompanyat al cap d'una estrella de gules. Per timbre una corona mural de poble. Va ser aprovat el 13 d'abril de 1994. El gos, o ca, és un element parlant i remet a la part final del nom del poble. L'estrella és un senyal tradicional de l'escut del municipi.

## Lloberola

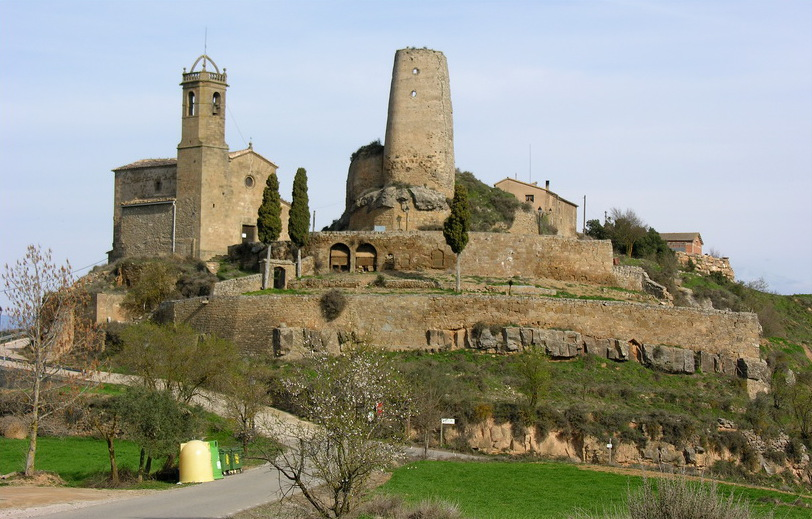
Castell de Lloberola

Lloberola (41° 53′ 21.09″ N, 1° 21′ 45.06″ E / 41.8891917°N,1.3625167°E) és un petit nucli de població de Biosca de 75 habitants. L'antic terme de Lloberola és una unitat geogràfica molt diferent de la de Biosca, malgrat que formin part del mateix terme municipal. Està format per una vall i mitja.
La meitat sud és la vall, sencera, de la Riera de Lloberola. La meitat nord és el costat meridional de la vall de la Riera de Sallent; precisament el límit septentrional del terme municipal de Biosca és el curs d'aquesta riera.
El contínuum de serres i tossals que hem explicat com a límit nord del sector de Biosca conformen el límit sud del de Lloberola. El límit de ponent, des del Pedrafita, de 675 m. alt., és bastant arbitrari, però segueix —de vegades de lluny— el Serrat dels Ametllers —582 m. alt.—, la Serra del Tossal, el Serrat de Coma d'Àliga, i va a buscar el lloc on s'ajunten les rieres de Lloberola i de Sallent per formar la Riera de Sanaüja.
Des d'aquí, el termenal segueix sempre la riera de Sallent, que queda així dividida entre Biosca i Pinell de Solsonès. Quan la Riera de Sallent, passat el Mas d'en Forn, arriba al sud de la masia de Llorenç, el terme inflexiona cap al sud-est, abandona la riera i emprèn per una carena cap a les Planes de Lluc, entre Lluc i el Casó, i torna a baixar cap a una altra vall: la de la Riera de Lloberola. Segueix un tros cap a llevant aquesta riera, i llavors es torna a enfilar carena amunt, cap a Miravalls i Folc, fins que arriba als 815 m. alt., dalt d'un turó proper al Coll del Piteu. Aquí ja s'uneix a la carena que va a raure a Sant Pere Sasserra, on va a trobar el límit ja explicat anteriorment.
Al mig, just al nord de Lloberola, comença, al Cap de la Serra i Costa de les Ginebres, el serrat que separa les dues rieres esmentat, i que rep el nom, senzillament, de la Serra. Va pujant des dels 500 als 801 m. alt., aquesta darrera alçada entre els esmentats Lluc i el Casó. La resta, és un altre conjunt de carenes que davallen d'aquests serrats que fan de marc del terme.
La Riera de Lloberola és el resultat d'aquesta orografia. De fet, aquesta riera es forma fora del terme, de la unió de tot de torrents al termenal entre Llobera i Pinell de Solsonès, però a prop de Povia entra ja en terme de Biosca, que no deixarà fins al mateix moment de fondre's en la Riera de Sanaüja. La Riera de Lloberola va rebent tot de petites valls afluents, entre les quals destaquen, per la profunditat del seu relleu, les del Barranc de la Vila, que prèviament ja ha rebut la Rasa de Montconill.
La vall de la Riera de Sallent —la meitat meridional que pertany a Biosca— és bàsicament el vessant nord de la Serra, i conté també tot de valls secundàries, entre les quals destaquen el Barranc de Lluc i el del Mas d'en Forn.

## La Vall del Llobregós
De Biosca cap al sud i l'oest s'estén el sector del terme de Biosca que està inclòs a la vall del Llobregós. Es tracta d'un sector pla, limitat al nord-est per la línia formada per les serres de les Valls i de l'Aguda i al sud-oest pel mateix riu Llobregós.
El límit sud-est el constitueix el cim de la Guixera, de 478 m. alt., i el del nord-oest, el Tossal Gros, de 546. El Llobregós discorre entre 390 i 420 m. alt. Cal, potser, recordar, que aquest riu s'aboca en el Segre, a Ponts, i que va de sud-est a nord-oest.
En aquest sector, a prop del poble de Talteüll, cal destacar el Puig Castellar, de 505 msnm, tot ell dins del terme de Biosca.
Per aquest pla discorre la carretera comarcal 1412, que és el camí més habitual per anar de Barcelona a Andorra, a més de quatre importants línies d'electricitat.

## Infraestructures
A l'extrem sud del poble de Biosca hi ha la cruïlla de les quatre carreteres principals que travessen el terme: de nord-oest a sud-est, la C-1412a (Ponts-Torà); de nord-est a sud-oest, la C-451 (C-1412a, a Biosca-Solsona), i de sud-oest a nord-oest, fent de continuïtat, fins i tot numèrica, de l'anterior, la LV-3113 (Guissona-C-1412a, a Biosca). Cap altra carretera solca el terme, però sí nombrosos camins rurals, molts d'ells en bon estat per a circular amb tota mena de vehicles; d'altres, només aptes per a tractors i vehicles tot terreny.

## Demografia
| 1497 f | 1515 f | 1553 f | 1717 | 1787 | 1857  | 1877 | 1887 | 1900 | 1910 |
| ------ | ------ | ------ | ---- | ---- | ----- | ---- | ---- | ---- | ---- |
| 32     | -      | 35     | 390  | 643  | 1.093 | 933  | 900  | 835  | 648  |

| 1920 | 1930 | 1940 | 1950 | 1960 | 1970 | 1981 | 1990 | 1992 | 1994 |
| ---- | ---- | ---- | ---- | ---- | ---- | ---- | ---- | ---- | ---- |
| 739  | 670  | 621  | 585  | 461  | 382  | 309  | 282  | 262  | 262  |

| 1996 | 1998 | 2000 | 2002 | 2004 | 2006 | 2008 | 2010 | 2012 | 2014 |
| ---- | ---- | ---- | ---- | ---- | ---- | ---- | ---- | ---- | ---- |
| 265  | 268  | 247  | 245  | 238  | 228  | 221  | 216  | 213  | 197  |

| 2016 | 2018 | 2020 | 2022 | 2024 | 2026 | 2028 | 2030 | 2032 | 2034 |
| ---- | ---- | ---- | ---- | ---- | ---- | ---- | ---- | ---- | ---- |
| 187  | 181  | 177  | 182  | 176  | -    | -    | -    | -    | -    |

## Patrimoni i monuments
- Santa Maria de Biosca
- Sant Pelegrí de Biosca
- Sant Miquel de Lloberola
- Castell de Lloberola
- Santa Maria del Solà
- Sant Miquel del Mas d'en Forn
- Sant Andreu de Montconill